# Secteur public
Le secteur public comprend d'une part les administrations publiques de l'État et des collectivités territoriales, et d'autre part les entreprises dont au moins 51 % du capital social est détenu par une administration publique, ainsi que les associations qui en dépendent en grande partie pour leur financement.
Le statut des entreprises publiques est variable, certaines relèvent du droit commun et ont généralement le statut de société anonyme, d'autres relèvent du droit public comme (établissement public ).

## Secteur public et service public
Service public et secteur public sont deux notions différentes.
- Certaines fonctions considérées comme relevant du service public peuvent être assurées par le secteur privé, généralement par délégation de service public : distribution et traitement des eaux, collecte des déchets, etc.
- À l'inverse, des fonctions sans grand rapport avec le service public sont parfois assurées par le secteur public : cigarettiers, productions d'explosifs (SNPE en France), etc.

## Monopole et secteur public
Lorsque le secteur public se voit confier un monopole dans le secteur marchand (en France, cas des paris hippiques, ou jusqu'à récemment de la production d'électricité), ceci se fait dans un cadre réglementaire strictement défini. Quand le secteur public intervient hors d'un monopole, il appartient au régulateur ou au législateur de s'assurer que l'entrée de cet acteur ne bouleversera pas le marché. En effet, si la fiscalité du secteur public, ou des subventions publiques permettent à un acteur public de proposer des tarifs en dessous des prix de marché et de modifier durablement l'équilibre de ce marché, les conséquences économiques peuvent être graves et conduire indirectement à instaurer un monopole de fait. 
En France, des efforts ont été accomplis par le législateur pour rapprocher les règles comptables et fiscales du secteur public de celles du secteur privé.